# Andreas Brecke

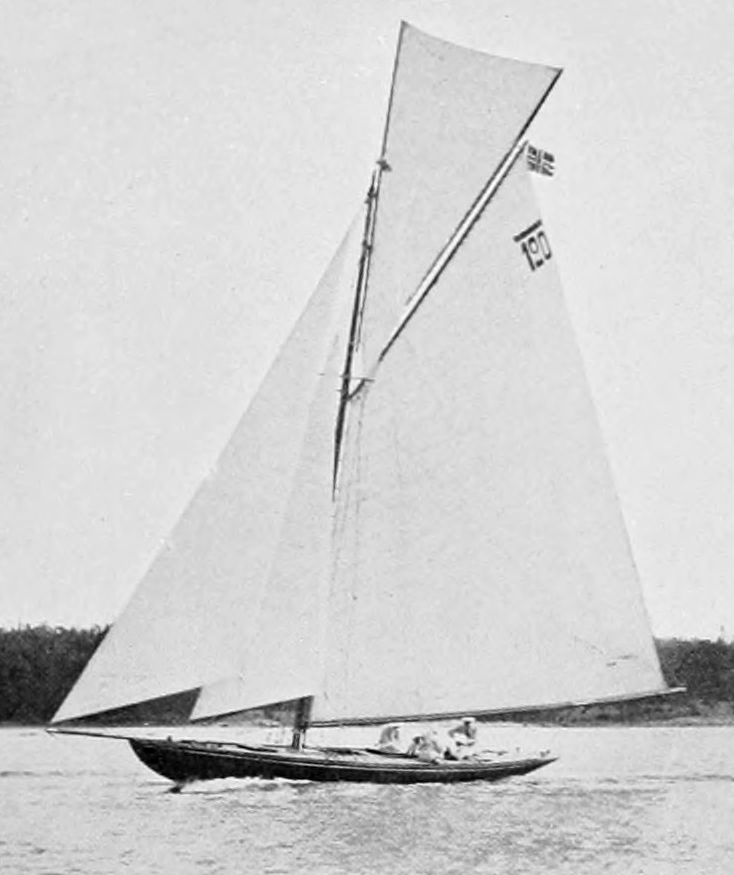
Jacht Taifun

Andreas Bang Brecke (ur. 14 września 1879 w Fredrikstad, zm. 13 czerwca 1952 w Oslo) – norweski żeglarz, olimpijczyk, dwukrotny medalista olimpijski.
Na Letnich Igrzyskach Olimpijskich 1912 zdobył złoto w żeglarskiej klasie 8 metrów. Załogę jachtu Taifun tworzyli również Christian Jebe, Thoralf Glad, Torleiv Corneliussen i Thomas Aass.
Osiem lat później zdobył zaś złoto w klasie 6 metrów (formuła 1919) na jachcie Jo. Załogę uzupełniali wówczas Paal Kaasen i Ingolf Rød.